# Кремнёв, Олег Александрович
Олег Александрович Кремнёв (13 марта 1919, Кременчуг — 8 января 1987) — советский учёный в области теоретической и промышленной теплотехники. Доктор технических наук (1960), профессор (1961), академик Академии наук УССР (со 2 апреля 1976 года), заместитель директора Института технической теплофизики Академии наук УССР.

## Биография
Родился 13 марта 1919 года в городе Крюков (ныне в черте города Кременчуга Полтавской области).
В 1941 году окончил Киевский политехнический институт. Член ВКП(б) с 1942 года. Участник Великой Отечественной войны.
В 1945—1948 годах работал в Управлении по делам высшей школы. С 1949 года — в Институте технической теплофизики АН УССР,  с 1956 г. зав. отделом тепломассообмена.
С 1961 г. по совместительству — профессор кафедры теоретической и промышленной теплотехники Киевского технологического института лёгкой промышленности.
Умер 8 января 1987 года. Похоронен в Киеве на Байковом кладбище (участок № 31).

## Научная деятельность
Решил комплекс задач нестационарной теплопроводности горных массивов. Исследовал проблемы использования глубинного тепла Земли, солнечной энергии, регулирования теплового режима шахт.
Основные труды по теоретическим и практическим вопросам интенсификации тепло-массообмена и разработки эффективных тепломассообменных процессов.

## Награды
- Орден Красной Звезды;
- Орден «Знак Почёта»;
- Государственная премия СССР (1969) - за разработку и внедрение системы охлаждения рудничного воздуха для отработки глубокого жильного месторождения Нидершлема Альберода;
- Государственная премия УССР в области науки и техники (13 декабря 1983) — за разработку и внедрение технологии монодисперсного гранулирования расплавов и нового виброгрануляционного оборудования в производстве минеральных удобрений на предприятиях азотной промышленности;
- Премия им. Г. Проскуры АН УССР (1986).
- медали.
- Заслуженный деятель науки и техники УССР (1979).

## Память
В Киеве, на здании Института технической теплофизики НАНУ, по улице Академика Булаховского, 2, где в 1946—1987 годах работал Олег Кремнёв, установили гранитную мемориальную доску.